# Oodes
Oodes là một chi bọ cánh cứng thuộc họ Carabidae đặc hữu của miền Cổ bắc (bao gồm châu Âu), Cận Đông và Bắc Phi.

## Hình ảnh

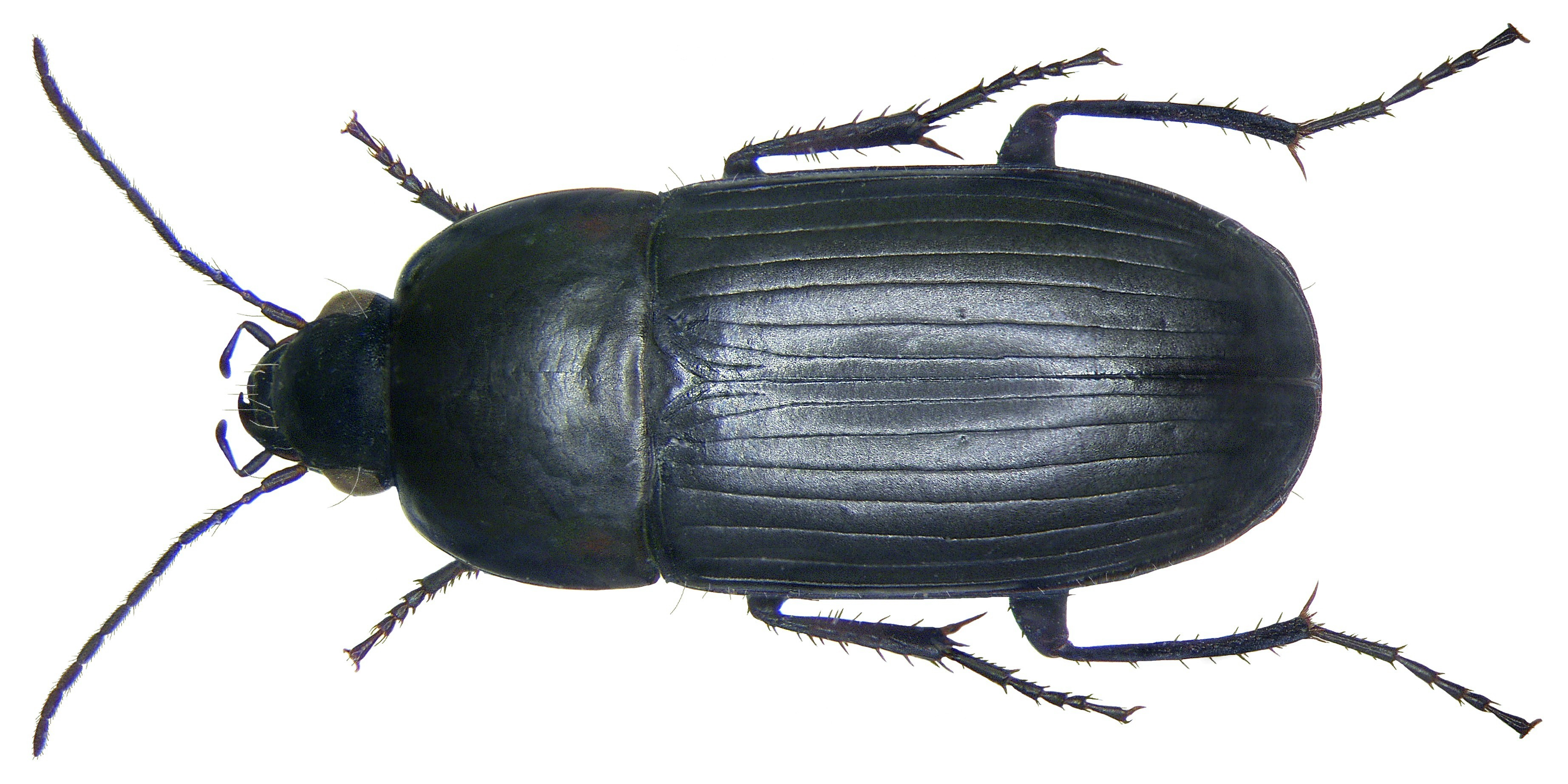